# Ван (імператриця)
Імператриця Ван (*71 до н. е. — †3 лютого 13) — китайська імператриця часів династії Хань, фактична правителька імперії з 33 року до н. е. до 8 року н. е.

## Життєпис

### Дружина Юань-ді
Народилася у аристократичній родині у 71 році до н. е. Донька Ван Цзіня zh:王禁, провінційного землевласника, та Лі Цінь 李親. Замолоду стає придворною дамою при імператорові Сюань-ді. У 50 році до н. е. виходить заміж за спадкоємця трону Лю Ши (майбутнього імператора Юань-ді). Тоді ж отримує титул принцеси. У 49 році до н. е. після смерті батька новим імператором стає Лю Ши. У 48 році до н. е. тепер вже імператриця Ван домоглася для свого батька титулу хоу (маркіза) Янпін 陽平. У 47—33 роках імператриця Ван боролася з іншими дружинами імператора Фу та Фе Ян. Кожна з них намагалася зробити свого сина спадкоємцем трону.

### Володарювання
У 33 році помирає імператор Юань-ді. Незважаючи на те, що перед смертю той бажав зробити спадкоємцем Лю Кана, сина дружини Фу, імператриці Ван при підтримці впливового сановника Ши Дена вдалося зробити імператором свого сина Ао, який прийняв ім'я Чен-ді. Для посилення своєї влади імператриця Ван зробила шістьох своїх братів хоу (маркізами). До того ж з 33 року до н. е. до 8 року н. е. призначала да си ма (військовий міністр) своїх родичів.
Протягом офіційного правління імператорів Чен-ді та Ай-ді фактична влада зосередилася у руках імператриці Ван та її родичів. Проте з часом вона стала віддалятися від влади. Зрештою у 8 році призначила да си ма свого небожа Ван Мана, а сама облишила політичні справи. Одначе вона не визнала захоплення влади Ван Маном у 9 році та запровадження династії Сінь. Померла у Чан'ані у 13 році н. е.